# Fia, piccola maga
Fia, piccola maga (Fia og klovnene) è un film del 2003 diretto da Elsa Kvamme.

## Trama
Fia è una bambina di 8 anni e vive sola con la madre Helena dalla morte di suo padre, avvenuta due anni prima. Helena però non bada alla figlia come dovrebbe, pensa al suo nuovo compagno e ai suoi divertimenti, perciò un giorno a casa loro arriva la polizia con gli assistenti sociali, che decidono che la bambina deve iniziare ad andare a scuola e trasferirsi per tre mesi presso una coppia di genitori affidatari, Nanna e Siggen. Fia potrà vedere la madre una volta al mese e una volta trascorsi i tre mesi, se Nanna e Siggen decideranno di adottarla, Fia potrà restare con loro, altrimenti dovrà trasferirsi in un orfanotrofio. La bambina ha però dei problemi, non riesce ad andare d'accordo con Nanna né con i compagni di classe, ad eccezione del suo nuovo vicino, Frode. Fia conosce un mago, Bustric, che le insegna dei giochi di prestigio e le permette di fargli da assistente nei suoi spettacoli. Passati i tre mesi la bambina è convinta che Nanna e Siggen vogliono cederla all'orfanotrofio, così scappa e torna dalla madre. Dopo aver trascorso un periodo lontano da casa però Fia si rende conto che la vita di Helena non è "normale", e decide di restare a vivere con i genitori adottivi.